# Thomas Snow Beck

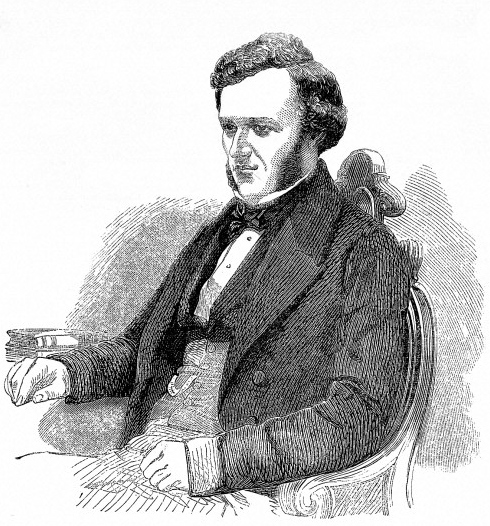
Thomas Snow Beck

Thomas Snow Beck (* 1814 in Newcastle-upon-Tyne; † 6. Januar 1877 in London) war ein britischer Mediziner (Gynäkologe) und Chirurg.
Beck ging in Cumberland zur Schule und war Assistent beim Chefchirurgen des Newcastle General Hospital. Dort fiel er durch seinen Eifer auf, Obduktionen an Patienten durchzuführen. Ab 1836 studierte er am University College Hospital in London und wurde 1839 Mitglied des Royal College of Surgeons. Danach studierte er zwei Jahre in Paris, wo er Sekretär der Pariser medizinischen Gesellschaft wurde. Nachdem er Hospitäler in Deutschland und der Schweiz besucht hatte, ließ er sich als Chirurg mit einer Praxis nahe dem University College in London nieder (später hatte er seine Praxis am Portland Place). Er war Arzt der Entbindungsklinik in Farringdon. Er war Mitglied der Pathological Society und Fellow der Obstetrical Society und Sekretär der London Medical Society of Observation.
1850 wurde er Fellow der Royal Society, deren Royal Medal er 1845 erhielt. Er war Fellow des Royal College of Surgeons of England.
Er erhielt die Royal Medal für einen Aufsatz über die Nerven des Uterus, der 1846 erschien. Der Inhalt wurde von Robert Lee (1793–1877), Regius Professor für Geburtshilfe in Glasgow und Fellow der Royal Society, bestritten, der zuvor ebenfalls über das Thema publizierte. Das führte zu einer Kontroverse, in deren Verlauf der Präsident der Royal Society und der Sekretär zurücktraten und die Bestimmungen für die Royal Medal überarbeitet wurden.
Robert Lee meinte, dass die Nerven am Uterus während der Schwangerschaft an Größe und Anzahl zunehmen.  Beck wies allerdings nach, dass er Fehler begangen hatte (Verwechslung von Nerven mit Bändern), und fand auch keine Zunahme an Nerven. Beide benutzten allerdings kein Mikroskop.
Von ihm stammen auch weitere Arbeiten über das Nervensystem.